# Nico Elvedi
Nico Elvedi, né le 30 septembre 1996 à Zurich en Suisse, est un footballeur international suisse, qui évolue au poste de défenseur central. Il évolue dans le club allemand du Borussia Mönchengladbach.

## Biographie

### FC Zurich
Natif de Zurich, Elvedi est issu du centre de formation du FC Zurich. Il réalise ses débuts en Super League le 14 mai 2014, lors d'une victoire du FCZ sur Lausanne (1-0). 

### Borussia Mönchengladbach
Il rejoint le Borussia Mönchengladbach durant le mercato 2015, le transfert est annoncé en juin.
Le 20 août 2017, Elvedi inscrit son premier but pour le Borussia Mönchengladbach, à l'occasion de la première journée de la saison 2017-2018 de Bundesliga face au 1. FC Cologne. Titulaire au poste d'arrière droit, il donne la victoire à son équipe en étant l'unique buteur de la rencontre.
Le 11 mars 2021, Elvedi prolonge son contrat avec Mönchengladbach jusqu'en juin 2024.
En septembre 2023, il prolonge son contrat au sein du club jusqu'en juin 2027. 

### En sélection
Il reçoit sa première sélection en équipe de Suisse le 28 mai 2016 contre la Belgique à Genève (défaite 1-2). La même année, il est retenu par Vladimir Petković pour participer à l'Euro 2016, il n'y jouera cependant aucun match. Les suisses seront éliminés par la Pologne en huitièmes de finale. 
Elvedi est retenu par le sélectionneur Vladimir Petković dans la liste des 23 joueurs pour participer à la Coupe du monde 2018, qui se déroule en Russie. Il ne joue toutefois aucun match durant le tournoi, Manuel Akanji et Fabian Schär étant les titulaires en défense centrale. La Suisse se hisse jusqu'en huitièmes de finale, où elle est battue par la Suède (1-0).
Il est retenu par le sélectionneur de la Suisse, Vladimir Petković, dans la liste des 26 joueurs suisses afin de participer à l'Euro 2020. Les suisses iront jusqu'en quarts-de-finale éliminés par l'Espagne aux tirs au but.
Le 9 novembre 2022, il est sélectionné par Murat Yakın pour participer à la Coupe du monde 2022.
En juin 2024, il figure dans la liste de 26 joueurs appelés par Murat Yakın pour l'Euro 2024.

## Statistiques
| Saison                | Club                     | Championnat           | Championnat | Championnat | Coupe(s) nationale(s) | Coupe(s) nationale(s) | Compétition(s) continentale(s) | Compétition(s) continentale(s) | Compétition(s) continentale(s) | Suisse | Suisse | Total | Total |
| Saison                | Club                     | Division              | M.          | B.          | M.                    | B.                    | Comp.                          | M.                             | B.                             | M.     | B.     | M.    | B.    |
| 2013-2014             | FC Zurich                | Super League          | 2           | 0           | 0                     | 0                     | -                              | 0                              | 0                              | -      | -      | 2     | 0     |
| 2014-2015             | FC Zurich                | Super League          | 16          | 1           | 3                     | 0                     | C3                             | 4                              | 0                              | -      | -      | 23    | 1     |
| Sous-total            | Sous-total               | Sous-total            | 18          | 1           | 3                     | 0                     | -                              | 4                              | 0                              | -      | -      | 25    | 1     |
| 2015-2016             | Borussia Mönchengladbach | Bundesliga            | 21          | 0           | 1                     | 0                     | C1                             | 2                              | 0                              | 1      | 0      | 25    | 0     |
| 2016-2017             | Borussia Mönchengladbach | Bundesliga            | 25          | 0           | 2                     | 0                     | C1+C3                          | 8+0                            | 0+0                            | 3      | 0      | 38    | 0     |
| 2017-2018             | Borussia Mönchengladbach | Bundesliga            | 33          | 2           | 3                     | 0                     | -                              | -                              | -                              | 2      | 0      | 38    | 2     |
| 2018-2019             | Borussia Mönchengladbach | Bundesliga            | 30          | 2           | 1                     | 0                     | -                              | -                              | -                              | 5      | 1      | 36    | 3     |
| 2019-2020             | Borussia Mönchengladbach | Bundesliga            | 32          | 1           | 2                     | 0                     | C3                             | 5                              | 0                              | 6      | 0      | 45    | 1     |
| 2020-2021             | Borussia Mönchengladbach | Bundesliga            | 29          | 3           | 4                     | 1                     | C1                             | 7                              | 1                              | 13     | 0      | 53    | 5     |
| 2021-2022             | Borussia Mönchengladbach | Bundesliga            | 28          | 1           | 3                     | 0                     | -                              | -                              | -                              | 7      | 0      | 38    | 1     |
| 2022-2023             | Borussia Mönchengladbach | Bundesliga            | 32          | 3           | 2                     | 0                     | -                              | -                              | -                              | 9      | 0      | 43    | 3     |
| 2023-2024             | Borussia Mönchengladbach | Bundesliga            | 30          | 2           | 2                     | 0                     | -                              | -                              | -                              | 6      | 1      | 38    | 3     |
| 2024-2025             | Borussia Mönchengladbach | Bundesliga            | 25          | 1           | 3                     | 0                     | -                              | -                              | -                              | 6      | 0      | 34    | 1     |
| 2025-2026             | Borussia Mönchengladbach | Bundesliga            | 0           | 0           | 1                     | 0                     | -                              | -                              | -                              | 0      | 0      | 1     | 0     |
| Sous-total            | Sous-total               | Sous-total            | 285         | 15          | 24                    | 1                     | -                              | 22                             | 1                              | 59     | 2      | 390   | 19    |
| Total sur la carrière | Total sur la carrière    | Total sur la carrière | 304         | 16          | 27                    | 1                     | -                              | 25                             | 1                              | 59     | 2      | 415   | 20    |